# デンマーク＝ノルウェーの宗教改革
デンマーク＝ノルウェーの宗教改革（デンマーク＝ノルウェーのしゅうきょうかいかく）では16世紀前半に、デンマーク王室であるオルデンブルク家の支配地域であるデンマーク、ノルウェー、スレースヴィ公国及びホルシュタイン公国、アイスランド、フェロー諸島、グリーンランド、ゴトランド島、スコーネ（現スウェーデン）、サーレマー島（現エストニア）において、ローマ・カトリックからプロテスタント（ルター派）に転じる宗教改革が行われたことについて論じる。
1517年にマルティン・ルターが「95ヶ条の論題」を提出したことにより宗教改革が始まり、1520年代には宗教改革の嵐はデンマークおよびホルシュタインにまで達した。ハンス・タウセンといったルター派の支持者は、当時のデンマーク国王クリスチャン2世の支持を受けたものの、クリスチャン2世を追放したフレゼリク1世は貴族やカトリックの支持を受け即位したことから表面上、プロテスタントの布教を批判したが、デンマーク国内でのプロテスタントの広まりを容認した。フレゼリク1世の息子であるスレースヴィおよびホルシュタイン公クリスチャン（後のクリスチャン3世）はヴォルムス帝国議会にルターの講演を聞いたこともあり、1528年にルター派に改宗した。伯爵戦争終結後、クリスチャン3世は宗教改革を実施しデンマークはルター派の国家となった。カトリックの聖職者は逮捕、追放されるとともに、ルターの友人であるヨハン・ブーゲンハーゲンが教会をルター派に再組織化した（デンマーク＝ノルウェーは1537年、ホルシュタイン公国は1542年）。
1537年に成立した教会法は、デンマーク国教会、ノルウェー国教会、アイスランド国教会、フェロー諸島国教会の共通の根幹となった。また、デンマーク＝ノルウェーの宗教改革が引き金となり、クリスチャン3世の孫のクリスチャン4世が三十年戦争に新教国側として参加することになった。

## ルター派の広まり

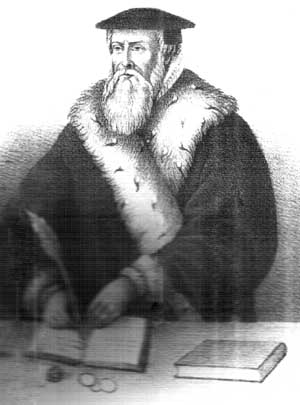
ハンス・タウセン

1517年にマルティン・ルターが「95ヶ条の論題」を発表し、宗教改革が始まり、その動きは1520年代にはデンマークにも達した（勿論、デンマーク内にも人文主義者のPoul Helgesenはルターと同様に長い間、ローマ・カトリック内部からの宗教改革を試みる動きはあった）。1525年にはAntrvorskovの司教であるハンス・タウセンはヴィボーでルター派の布教を開始した。数年後には現在のデンマーク王国領域に当たるユラン半島、フュン島、シェラン島といった地域にルター派の教えが広まっていった。フレゼリク1世は即位憲章でルター派を弾圧することを誓約したものの、息子クリスチャンがルター派布教を領内で容認していたこと並びに嫁に新教徒であるドロテア・フォン・ザクセン＝ラウエンブルクを迎えていたこと、娘のドロテア（en）をルター派のプロシア公アルブレヒトに嫁がせていたこともあり、弾圧には消極的であった。そのため、1526年、フレゼリク1世はヴィボーの市民にハンス・タウセンの庇護を命令していた。また、フレゼリク1世は、クリスチャン2世復位の動きに対抗するために、1526年、諸侯会議を開催し、宗教面ではデンマーク領内における司教などの高位聖職者の任命権者が従来のローマ教皇からルンド大司教に変更され、ローマに拠出した聖職者承認の諸費用は国防費に転換することを決定し、ローマ教皇との関係を断絶し、「国家教会体制」を構築した。
1520年代後半になると、フレゼリク1世がルター派を弾圧することに消極的な態度をとったことから、市民が修道僧を攻撃するようになった。デンマーク国外に追放されたクリスチャン2世はデンマークの社会的に不安定な状態を利用し、自身とルター派の教義を広めるためのプロパガンダを発行した。
1533年4月、フレゼリク1世が亡くなったことにより、6月にデンマーク王国参事会（Rigsraadet）が開催され、新王を選出することになった。ルター派であるクリスチャン即位を支持したものは宮廷長官のモーエンス・ゴイェやマルメー市長のヨーアン・コックなど少数にとどまり、参事会の多数派を占める司教はルター派であるクリスチャンの即位に難色を示し、弟のハンスを擁立した。その結果、参事会は決裂、新王即位の決定は1年後に延期されるとともに、司教は教区内で何を布教するかを決めることとなった。その上、ハンス・タウセンは異端であるということで糾弾され、シェラン島から追放されたが、ロスキレの司教は1カ月も経たないうちにハンス・タウセンを呼び戻した。
この国王選出決裂により、貴族と新興階級である市民の対立は明確なものとなった。参事会を通しての貴族政治に不満を持つコペンハーゲンやマルメーの市民はクリスチャン2世の復位を図ることとなった。この頃、ハンザ同盟の復権を図ったリューベック市長のユルゲン・ヴッレンヴェーバーはデンマーク王国参事会と交渉し、デンマークとの同盟を模索していたが、デンマーク王国参事会は国王不在を理由にハンザ同盟との同盟を拒絶する一方、新興国ネーデルラント、スレースヴィ公国、ホルシュタイン公国と同盟した。そのため、ハンザ同盟は参事会に不満を持つコペンハーゲンやマルメーに接近していった。

## クリスチャン3世の選出と伯爵戦争

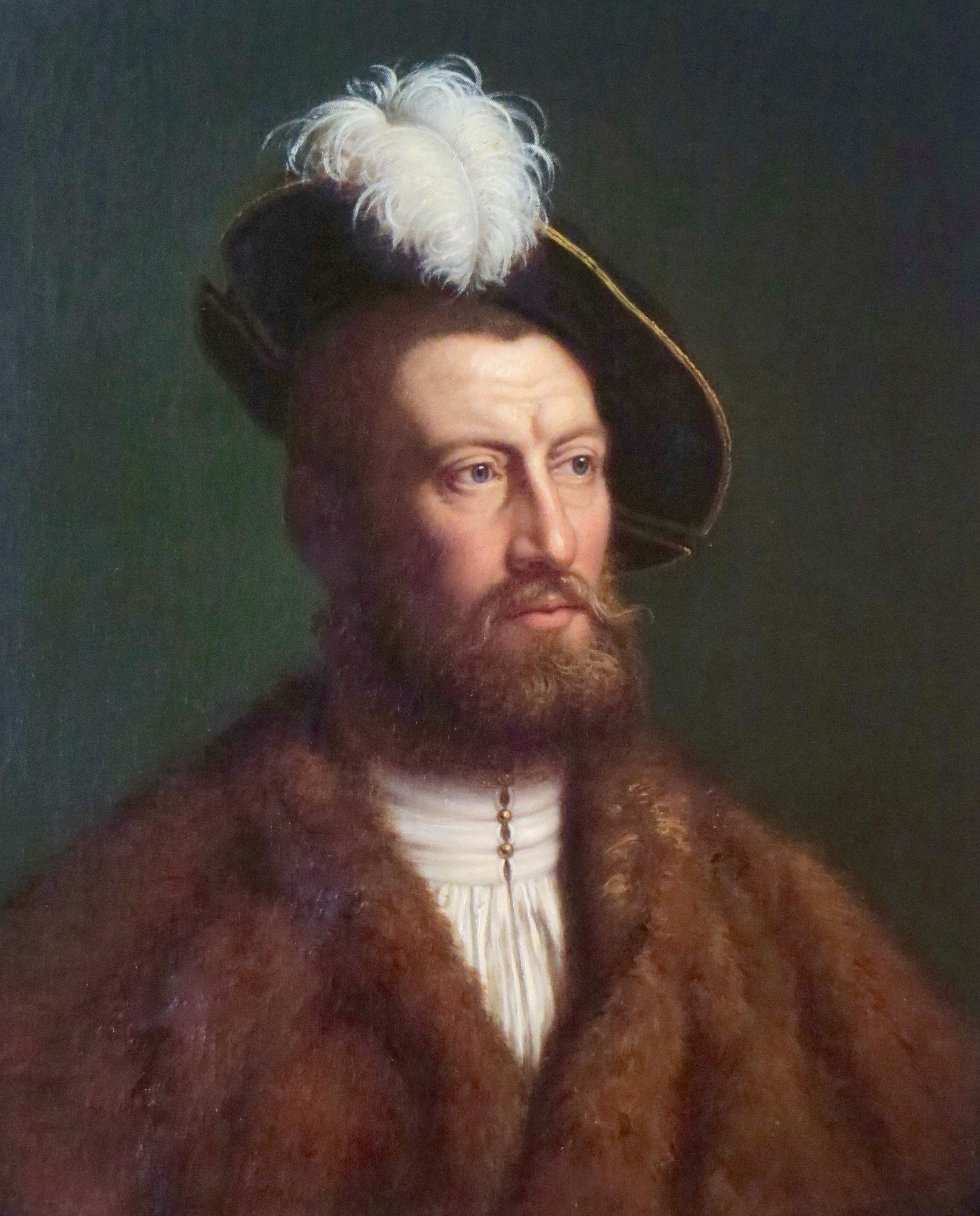
クリスチャン3世の選出により、デンマークにおける宗教改革は決定的なものとなった。

1534年1月、ルンド大司教がマルメーからルター派牧師を追放せよという命令に対し、ヨーアン・コックは拒絶した。マルメーはすでにルター派の布教活動の中心となっていたからである。ヨーアン・コックはマルメ城を占拠、マルメーを統括するモーエン・ギュレンスチャーナを逮捕・拘束、他の貴族も拘束、あるいは子弟を人質に取るなどして、ルンド大司教に対抗した。5月には、コペンハーゲン、マルメー、リューベックがクリスチャン2世復位を名目に白羽の矢を立てたオルデンブルク伯クリストファがホルシュタイン公国を攻撃したことから、伯爵戦争の火蓋が切られた。オルデンブルク伯クリストファはフュン島、シェラン島といったデンマーク東部を支配下に入れた。
オルデンブルク伯クリストファの動きに対し、1534年7月、宮廷長官モーエンス・ゴイェはユラン半島の貴族、司教を招集し参事会を開催した。参事会では下級貴族に押し切られる形でクリスチャンの国王即位が決定、8月18日にはクリスチャン3世としてホーセンスで国王に即位した。
その後、スウェーデンやプロシア公領を巻き込み、戦火はユラン半島、フュン島、シェラン島、スコーネ、ハッランドにまで広がった。1536年4月6日にマルメーは降伏したものの、特権やルター派の教義を喪失することはなかった。7月29日には長期間の包囲により、市民が飢餓で苦しんだコペンハーゲンも降伏したが、マルメーと同様の措置が取られることとなり、伯爵戦争は終結した（コペンハーゲン市長のアンブロシウス・ボービナーは自殺）。

## 宗教改革

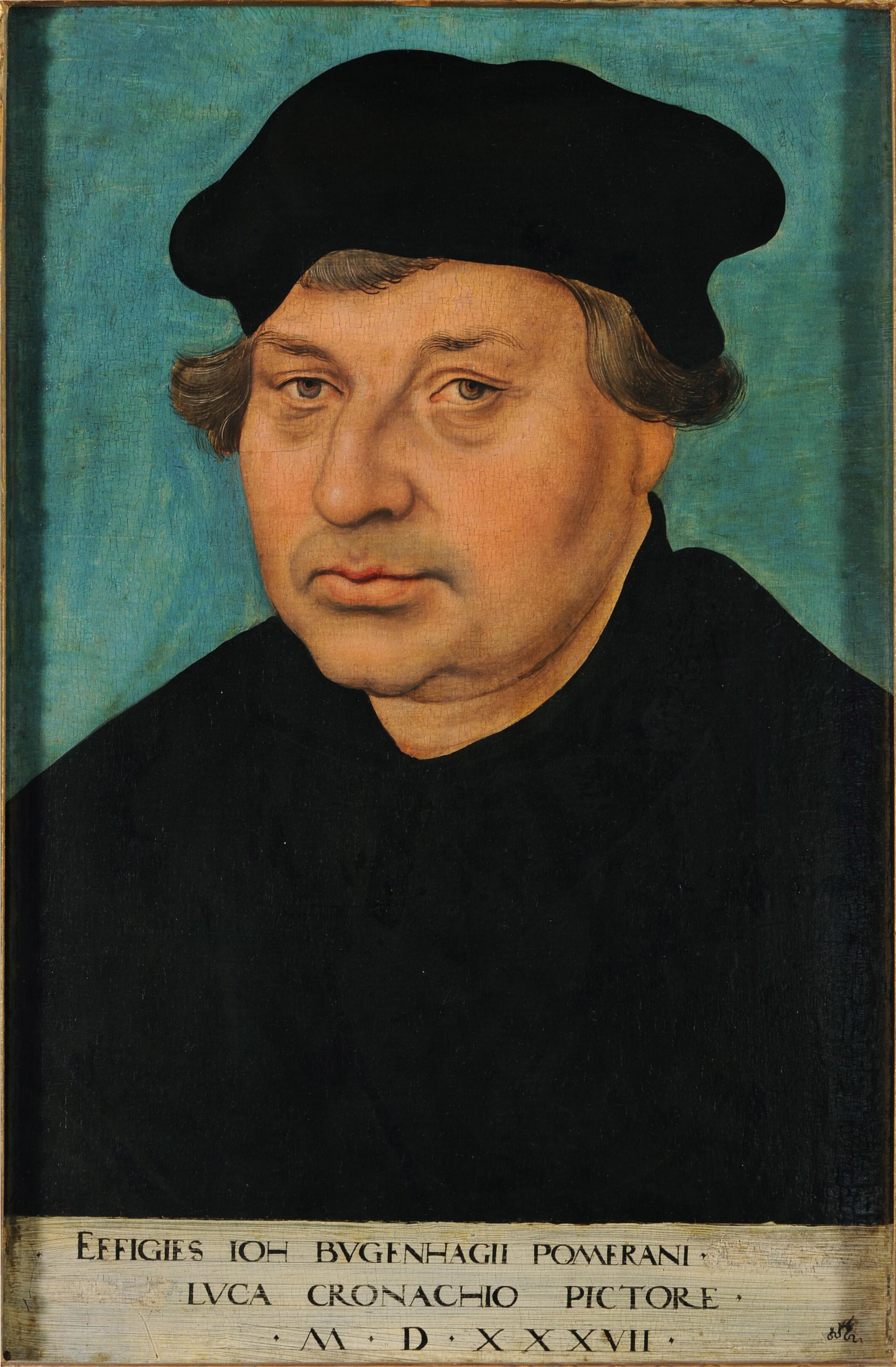
ヨハン・ブーゲンハーゲン

1536年8月6日、クリスチャン3世はコペンハーゲンに入城した。8月11日、戦争評議会（Krigsraad）を開催し司教逮捕を決定した。翌8月12日午前4時頃に、ルンド大司教Torben Bille、ロスキレ司教Joachim Rønnow、リーベ司教P. Munkの3司教を逮捕し、王国顧問会議を招集、今回の逮捕劇を説明、追認させた。表向きの理由は3司教がクリスチャン3世の即位に反対したこと、その他多くの犯罪行為をしたことであった。しかし逮捕劇の真の狙いは伯爵戦争で荒廃した国土の復興と財政再建のために教会が持つ司教領を没収し、王領に取り込み王権を拡大させること、ルター派の教義をデンマーク王室の支配領域に広げることであった。その後、多数の司教を逮捕、監禁していった。
次いで、10月15日から30日にかけて、コペンハーゲンで開かれた聖職者を抜きにした諸侯会議で、伯爵戦争の原因が聖職者にあると断罪し、カトリック聖職者の罷免、司教領・教会領・聖職者領の没収、カトリック修道士・修道女の処遇を決定した。
クリスチャン3世は1521年のヴォルムス帝国議会でルターの講演を聞いて、ルター派に改宗しており、1524年には彼の領地であったハーザースレゥ及びチュアニング（Tørning）でルター派を導入していた。1528年には22カ条からなるハーザースレゥ規約（Haderslev articles）を制定し、教会法の下地を策定していた。
クリスチャン3世は支配領域全土にルター派の教会組織を展開したがっていた。ハーザースレゥ規約にはすでに各教区の監督（Superintends）を決めており、前述の逮捕劇により支配領域全域におけるルター派の監督を任命することとなった。
逮捕劇の後、クリスチャン3世はルターとヨハン・ブーゲンハーゲンと接触、彼らはクリスチャン3世勝利に祝意を示した。クリスチャン3世はザクセン選帝侯ヨハン・フリードリヒ1世に対して、フィリップ・メランヒトンないしブーゲンハーゲンをデンマークに招聘することを望んだものの、選帝侯は拒否してしまった。

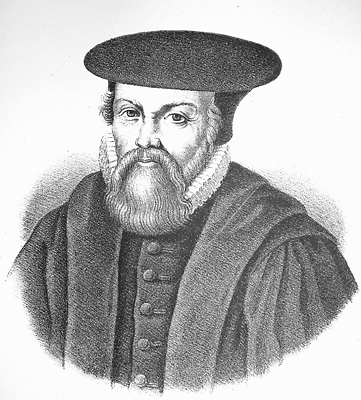
ペーダー・パラディウス

クリスチャン3世はペーダー・パラディウス、ヨルゲン・サドリン、ハンス・タウセン、Frans Vormordsenといったルター派の神学者—彼らはすべてドイツのヴィッテンブルク大学で神学の研究をしていた—を用いて宗教改革を行った。教会法の草稿を決める第1回委員会がオーデンセで開かれその後の作業はハーザースレゥで行われた。この草稿はハーザースレゥ規約、ザクセンのUtrerrricht der Visitatoren　（Visitators' lessons）、ブーゲンハーゲン著のVan menigherleie chistliken saken　（Of several Christian matters）を元にしている。1537年4月、完成した草稿はルターがいるヴィッテンブルクに送られ、その後、ザクセン選帝侯はブーゲンハーゲンをデンマークに派遣した。ブーゲンハーゲンは草稿を修正し、ラテン語からデンマーク語に翻訳、その後、デンマーク王国参事会に提出した。ブーゲンハーゲンが執筆した第2版の教会法が完成し、1537年9月2日、クリスチャン3世が教会法（Ordinatio ecclesiastica regnorum Daniae et Norwegiae et ducatuum Slesvicencis, Holtsatiae etc. (Church order of the kingdoms of Denmark and Norway and the duchies of Schleswig and Holstein etc)）を署名、承認した。教会法の成立により、デンマークでは旧来の司教区に代わり、7名の監督が任命された。7名の監督は教会会議において王と会わなければならなかったし、国王は監督を任命する以上の理論的権威を持つことはできなかったし、一方で7名の監督は知行地や世俗の職業を持つことが許されなかった（とはいえ、このルールが厳密に守られたわけではない）。教会法の制定にも関わらず、クリスチャン3世はしばしば教会の事件に容喙してきた。
| 1537年にデンマークに設置された監督  | 1537年にデンマークに設置された監督 | 1537年にデンマークに設置された監督 |
| 地域                                | 教区                               | 監督                               |
| ----------------------------------- | ---------------------------------- | ---------------------------------- |
| シェラン島                          | ロスキレ                           | ペーダー・パラディウス             |
| フュン島 、ロラン島、ファルスター島 | オーデンセ                         | Georg Viburg                       |
| ユラン半島（一部）                  | オールボー                         | Peder Thom                         |
| ユラン半島（一部）                  | オーフス                           | Matthias Lang                      |
| ユラン半島（一部）                  | リーベ                             | Johann Vandal                      |
| ユラン半島（一部）                  | ヴィボー                           | Jacob Scaning                      |
| スコーネ                            | ルンド                             | Frans Vormordsen                   |

教会法は聖人崇拝、断食、禁欲主義、カトリック由来の愚かな教義と考えられるものを全否定し、その代わりにデンマーク語で教会での行事を行うよう規定した。ほとんどの修道士・修道女はフランシスコ会を除き修道院に留まることが許された。そして、彼らの最後の一人が死んで初めて修道院領は王領に帰属することとなった。このようにしてシェラン島ではペーダー・パラディウスが苦痛を伴う改革を進めたにも関わらず、デンマークでは血を流すこともなく穏便に宗教改革が進められた。
ラテン語で書かれた教会法のデンマーク語への翻訳は1539年にデンマーク王国参事会に承認された。ブーゲンハーゲンは同年、一旦デンマークから離れたものの、1542年にデンマークに戻り、教会法の承認を遅らせていたホルシュタイン公国を訪れ、公国内の帰属に承認するよう交渉した。1542年3月9日、ブーゲンハーゲンが教会法を修正した後、スレースヴィ＝ホルシュタイン教会法が地方議会で承認された。

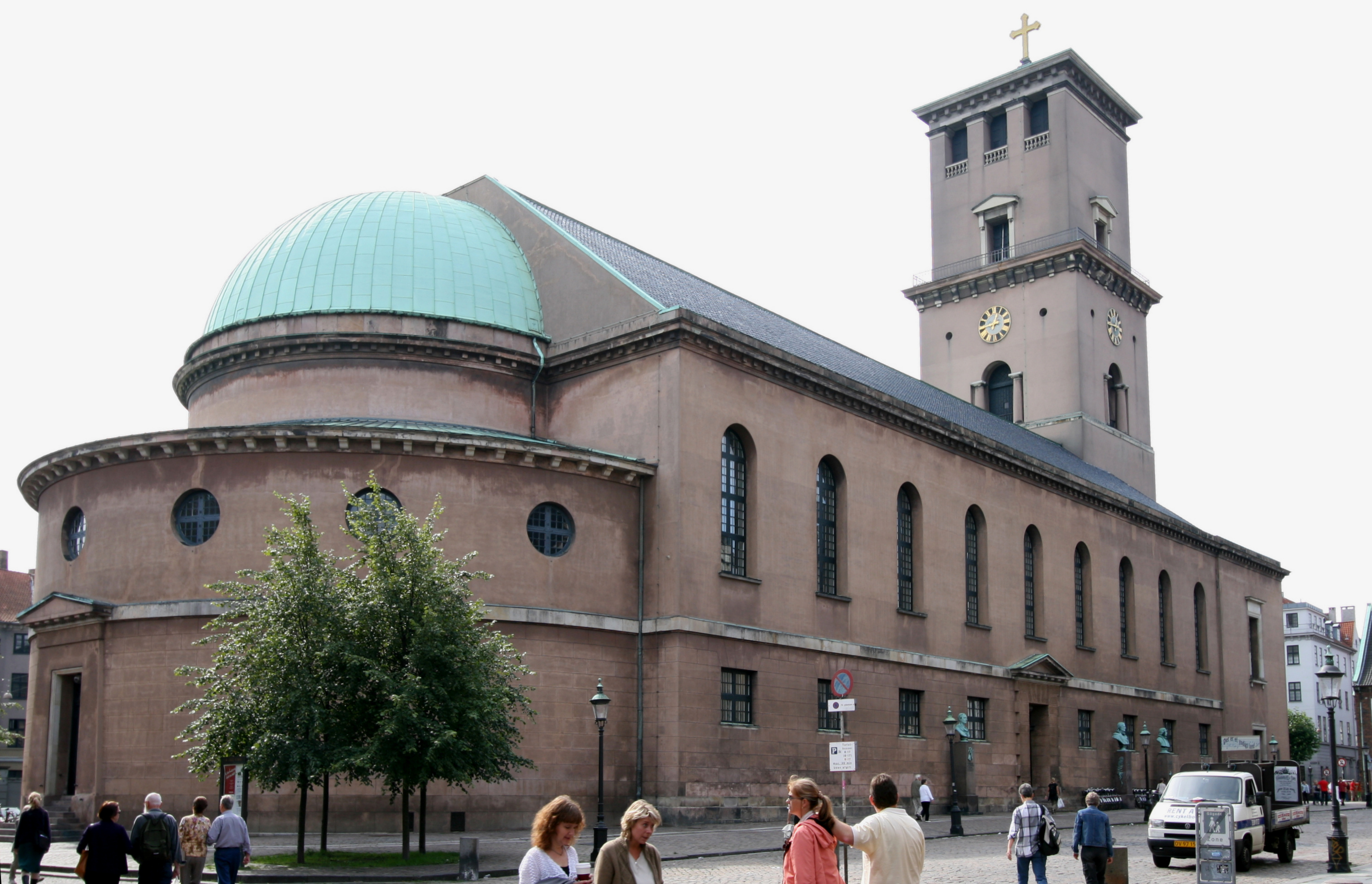
戴冠式が挙行されたコペンハーゲンの聖母教会

教会法制定と並行して、ブーゲンハーゲンはルター派の教義に従い、クリスチャン3世とその妻ドロテアの戴冠式を1537年8月12日に挙行した。この日はクリスチャン3世34回目の誕生日であり、逮捕劇からちょうど一年経過していた。戴冠式はコペンハーゲンの聖母教会で執り行われた。式では従来のラテン語ではなく、クリスチャン3世の母国語であるドイツ語が使用され、内外にデンマークの変化と、国王の権力を見せつけた。

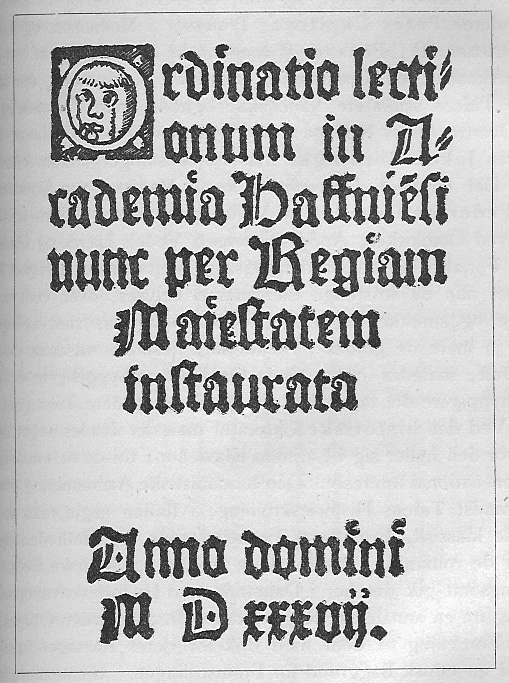
現存する最古のコペンハーゲン大学のカリキュラム（1537年）

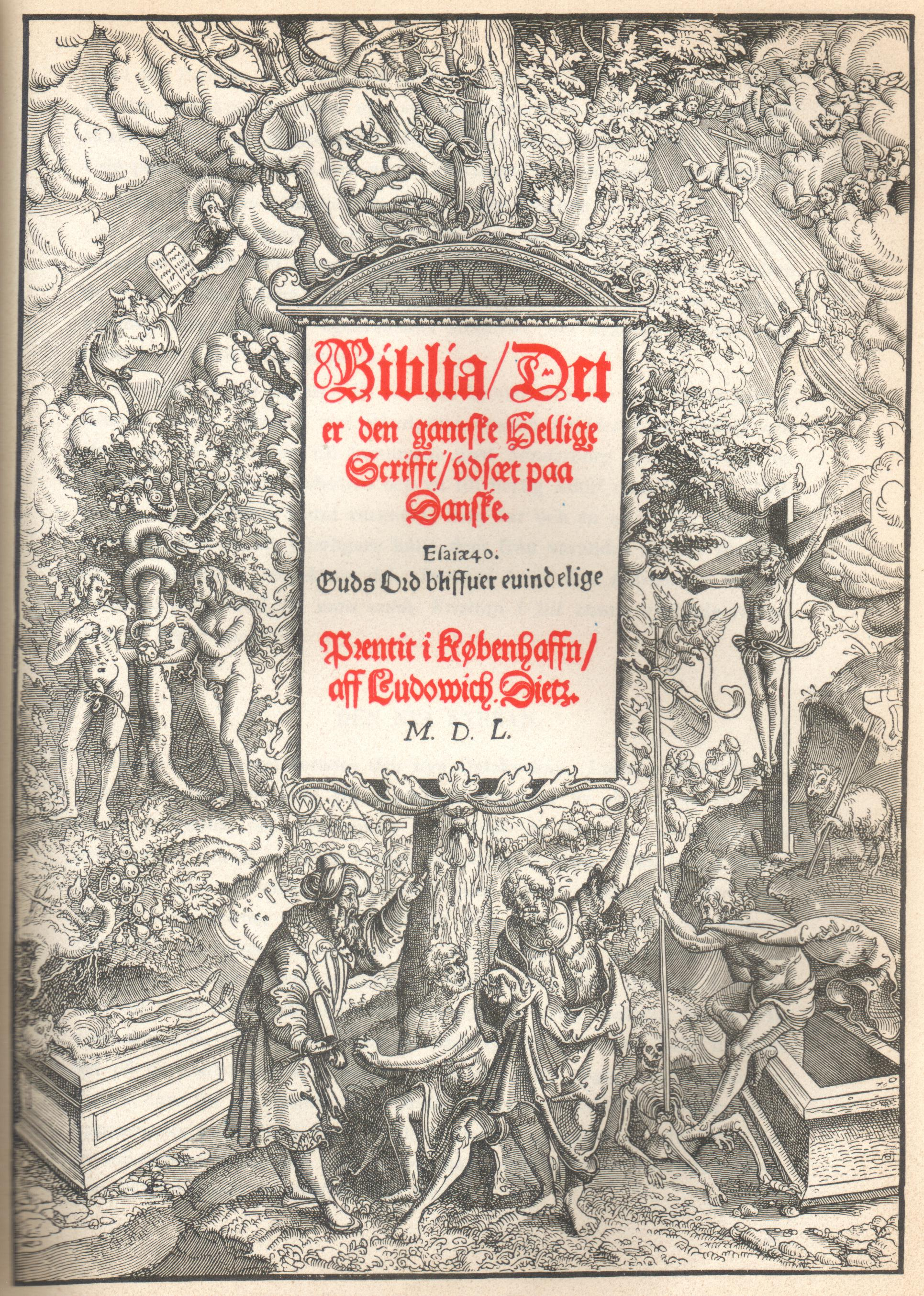
『クリスチャン3世欽定訳聖書』

また、1537年9月9日にはブーゲンハーゲンは、ヴィッテンブルク大学をモデルに伯爵戦争で休学中となっていたコペンハーゲン大学をルター派の大学として再興した。1550年にはデンマーク語『クリスチャン3世欽定訳聖書』の初版が刊行された。1556年にはペーダー・パラディウスがルター派の教義の概説としてAltar Bookを出版したがデンマーク全土には広がらなかった。

## ノルウェー、アイスランド
デンマーク本土と違い、ノルウェー、アイスランドへのルター派導入は遅れた。そもそもノルウェーではルター派の教義は広まっていなかった。ニーダーロス大司教領はハンザ同盟とともに繁栄しており、大司教のオーラヴ・エンゲルブレクツソンは伯爵戦争でもクリスチャン2世を支持し、農民を扇動し反乱を広げようとした。しかし、伯爵戦争後の即位憲章でノルウェーはデンマークの一地方に転落し、ノルウェー王国参事会廃止という決定により、エンゲルブレクツソンは海外に逃亡した。ノルウェーには新たに監督が任命され、1539年にはデンマーク語の教会法がオスロとベルゲン代表者会議で承認され、上からの改革が進んだ。アイスランドでは、1538年に教会法が送付されたが、全島集会アルシングは承認を拒絶したため、1540年、クリスチャン3世はアイスランドに派兵しスカウホルトの司教を逮捕した。その後、1550年にホウラル司教のヨウン・オーラソン父子が私物化した教会領を守るために城砦に立てこもり抵抗したために再度、クリスチャン3世は派兵し父子を殺害し、アルシングに教会法を承認させることで上からの改革を進めていった。